# Zambia na Letnich Igrzyskach Olimpijskich 1984
Zambię na XXIII Letnich Igrzyskach Olimpijskich w Los Angeles reprezentowało 16 sportowców (16 mężczyzn) w 3 dyscyplinach.
Był to piąty (w tym raz jako Rodezja Północna) start Zambii na letnich igrzyskach olimpijskich.

## Zdobyte medale

### Brązowe
- Keith Mwila - boks, waga papierowa

## Reprezentanci

### Boks
- waga papierowa (do 48 kg): Keith Mwila -  brązowy medal
  - pierwsza runda (1/16 finału): wolny los
  - druga runda (1/8 finału): wygrana z Chung Pao-Ming (TPE)
  - ćwierćfinał: wygrana 5:0 z Mamoru Kuroiwą (JPN)
  - półfinał: przegrana 5:0 z Salvatore Todisco (ITA)
- waga musza (do 51 kg): Patrick Mwamba - odpadł w 1/16 finału
  - pierwsza runda (1/16 finału): przegrana 3:2 z Ibrahimem Bilalim (KEN)
- waga kogucia (do 54 kg): Star Zulu - odpadł w 1/8 finału
  - pierwsza runda (1/32 finału): wolny los
  - druga runda (1/16 finału): wygrana 5:0 z Gustavo Cruzem (NCA)
  - trzecia runda (1/8 finału): przegrana 5:0 z Maurizio Steccą (ITA)
- waga piórkowa (do 57 kg): Christopher Mwamba - odpadł w 1/16 finału
  - pierwsza runda (1/32 finału): wolny los
  - druga runda (1/16 finału): przegrana z Abrahamem Miesesem (DOM)
- waga lekka (do 60 kg): Jaineck Chinyanta - odpadł w 1/8 finału
  - pierwsza runda (1/32 finału): wolny los
  - druga runda (1/16 finału): wygrana z Emrolem Phillipem (GRN)
  - trzecia runda (1/8 finału): przegrana 5:0 z Fahrim Sümerem (TUR)
- waga lekkopółśrednia (do 63,5 kg): Dimus Chisala - odpadł w 1/32 finału
  - pierwsza runda (1/32 finału): przegrana 5:0 z Charlesem Nwokolo (NGR)
- waga półśrednia (do 67 kg): Henry Kalunga - odpadł w 1/16 finału
  - pierwsza runda (1/32 finału): wolny los
  - druga runda (1/16 finału): przegrana 5:0 z Kamelem Aboudem (ALG)
- waga lekkośrednia (do 71 kg): Christopher Kapopo - odpadł w ćwierćfinale
  - pierwsza runda (1/32 finału): wolny los
  - druga runda (1/16 finału): wygrana 4:1 z Richardem Finchem (AUS)
  - trzecia runda (1/8 finału): wygrana 3:2 z Abdellahem Tibazim (MAR)
  - ćwierćfinał: przegrana z Frankiem Tate (USA)
- waga średnia (do 75 kg): Moses Mwaba - odpadł w ćwierćfinale
  - pierwsza runda (1/16 finału): wolny los
  - druga runda (1/8 finału): wygrana z Vincentem Sarnellim (FRA)
  - ćwierćfinał: przegrana z Mohamedem Zaouim (ALG)

### Lekkoatletyka
- Henry Ngolwe
  - bieg na 100 m mężczyzn - odpadł w eliminacjach
    - eliminacje: 10.94 sek. (63. czas)

  - bieg na 200 m mężczyzn - odpadł w eliminacjach
    - eliminacje: 21.58 sek. (36. czas)
- bieg na 400 m mężczyzn: Davison Lishebo - odpadł w półfinale
  - eliminacje: 46.20 sek. (19. czas)
  - ćwierćfinał: 45.57 sek. (12. czas)
  - półfinał: 45.97 sek. (16. czas)
- Archfell Musango
  - bieg na 800 m mężczyzn - odpadł w eliminacjach
    - eliminacje: 1:48.84 min. (39. czas)

  - bieg na 1500 m mężczyzn - odpadł w eliminacjach
    - eliminacje: 3:46.99 min. (30. czas)
- skok wzwyż mężczyzn: Mutale Mulenga - odpadł w eliminacjach
  - eliminacje: 2.10 m. (28. miejsce)

### Judo
- waga ekstra-lekka mężczyzn: James Mafuta - odpadł w 1/8 finału
  - pierwsza runda (1/8 finału): przegrana przez Ippon i Seoi-nage (jap. 背負い投げ rzut przez ramię) Gino Ciampą (AUS)
- waga lekka mężczyzn: Alick Kalwihzi - odpadł w 1/8 finału
  - pierwsza runda (1/8 finału): przegrana przez Ippon i O-goshi z Juanem Vargasem (ESA)
- waga półśrednia mężczyzn: Asafu Tembo - odpadł w 1/16 finału
  - pierwsza runda (1/16 finału): przegrana z Seppem Myllylä (FIN)